# 譚彥芳
譚彥芳，又名譚彥方，广东高要人，明朝政治人物、进士出身。
洪武十八年，登乙丑科进士，授监察御史。